# Maritiem transport
Maritiem transport is het vervoeren van passagiers of goederen (vracht) over zee in een vaartuig. Vrachttransport werd in vele delen van de wereld gerealiseerd doorheen de geschiedenis. Het transport van passagiers over zee is verminderd door de komst van de luchtvaart, maar blijft gebeuren voor pleziervaart en voor kleine afstanden. Transport van goederen over water vermindert helemaal niet, het is goedkoper dan via de lucht.
Maritiem transport kan gebeuren over iedere afstand, per boot, schip, zeilschip, aak enz., over oceanen, zeeën, meren, rivieren en kanalen. Scheepvaart kan voor commerciële, recreatieve, of militaire doeleinden zijn. De grote waterwegen van de wereld, vooral kanalen, zijn heel belangrijk voor de wereldwijde economie. Zo goed als alles kan worden vervoerd over water, al is het onpraktisch om dringende goederen te vervoeren, zoals goederen die kunnen bederven. Desondanks is maritiem transport heel kostefficiënt voor transoceanische vrachten van grote ladingen, zoals bulkladingen van steenkool, ertsen en graan.
De containerisatie zorgde voor een revolutie in het maritiem transport, beginnende in de jaren 1970. Voorheen werden goederen vooral verscheept als general cargo, zoals kratten, kisten, paletten, vaten. Dit maakte dat het lang duurde om te laden en te lossen.

## De koopvaardijvloot
De koopvaardijvloot van een land bevat alle schepen bemand met burgerbemanningen voor transport. Civiel transport bevat ook transport over kanalen naar binnenlandse bestemmingen. Kleinere schepen voeden het binnenland vanuit de grote zeehavens omdat wegtransport vaak vertraging oploopt door druk verkeer.

## Schepen en watervoertuigen
Verschillende typen schepen kan met onderscheiden door voortstuwing, grootte of vracht. Er kan gebruikgemaakt worden van windenergie, ontploffingsmotoren en jets.
Er wordt in de koopvaardijvaart vooral onderscheid gemaakt tussen:
- Bulkschepen vervoeren bulkladingen zoals ijzererts, graan, zakken rijst, meststoffen, bauxiet en aluminium of kolen. Ze zijn herkenbaar aan hun grote luiken die kunnen openschuiven voor laden en lossen. Er is een onderscheid tussen droge en natte bulk
- Containerschepen vervoeren enkel containers. De bouw van een containerschip is vergelijkbaar met een schoendoos, met of zonder deksel. Ze worden vaak aangedreven door ontploffingsmotoren. De accommodatie is achteraan geplaatst, boven de machinekamer. Containers zorgen voor gestandaardiseerd transport en kortere laad-en-lostijden in de haven. Meer en meer goederen worden vervoerd per container, dit heet containerisatie. De aankomsttijd van de goederen is zo accuraat dat fabrieken geen voorraden meer hoeven te houden. De goederen komen juist op tijd aan dit heet JIT (just in time).
- Tankers transporteren vloeistoffen, zoals ruwe olie en chemicaliën. Maar ook gassen die gekoeld en/of onder druk vervoerd kunnen worden als vloeistof.
- Koelschepen transporteren meestal goederen die slecht kunnen worden. Deze vragen dus een gecontroleerde temperatuur voor transport. Het gaat vaak om fruit, vlees, vis, groenten en melkproducten.
- Roll-on-roll-offschepen (RORO) zijn gemaakt om te laden in horizontale richting. Dit wil zeggen dat goederen er in gereden worden, in tegenstelling tot het klassieke systeem waarbij er in verticale richting geladen wordt door middel van kranen (LOLO - load-on/Load-off). Roll-on-roll-offschepen hebben een ingebouwde 'oprit' die op een kade gelegd word. Roll-on-roll-off kunnen schepen zijn die enkel auto's en/of vrachtwagens transporteren (pure-car carriers) maar er bestaan er ook die alles vervoeren dat op wielen staat of dat men op wielen kan zetten (treinwagons en Mafi's met papier op).
- Ferries transporteren meestal passagiers en al dan niet hun voertuigen of bagage. De meeste veerboten hebben een vast schema zoals een bus of trein. Ferries maken gebruik van het roll-on-roll-off-principe.
- Kustvaartuigen zijn schepen die transporteren tussen locaties op hetzelfde eiland of continent. Ze hebben vaak een kleinere diepgang en eigen kranen om zelf te laden en te lossen in kleine havens met minder faciliteiten.
- Cruiseschepen zijn passagiersschepen voor pleziervaart. Het schip en zijn voorzieningen zijn een belangrijk deel van de ervaring. Het maakt een belangrijk deel uit van de toeristische sector. De Europese en Noord-Amerikaanse markt kennen veel nieuw tonnage terwijl kleine markten zoals Azië bediend worden door ouder tonnage omdat de nieuwe schepen gebruikt worden in de streken met een hogere vraag.
- Oceaanstomers zijn passagiersschepen, ontworpen om mensen op regelmatige basis over lange afstanden te vervoeren. Ze kunnen ook goederen of post vervoeren. Oceaanliners zijn gebouwd om slechte weersomstandigheden de baas te kunnen en om passagiers over lange tijd te voorzien van water en eten. Met de komst van de luchtvaart zijn deze schepen er tussen uit gegaan en vervangen door cruiseschepen.
- Kabelleggers zijn zeegaande schepen die onder water kabels leggen voor telecommunicatie, elektriciteit en dergelijke. De kabels zijn op een grote spoel gewonden en in de zee gelaten over de achtersteven van het schip.
- Sleepboten zijn gemaakt om andere objecten te doen manoeuvreren in havens of op zee door middel van duwen of trekken.
- Baggerschepen zijn schepen die oppervlakkige wateren kunnen uitgraven. Dit met het doel om ze dieper te maken of om de grond te verzamelen en ergens anders op te spuiten in een eiland, golfbreker of strand.
- Een aak is een platbodemboot vooral gebruikt voor transport door rivieren of kanalen. Ze hebben vaak geen eigen voortstuwing en moeten verplaatst worden door sleepboten die duwen of trekken.
- Een multifunctioneel schip kan gebruikt worden om verscheidene soorten vracht te vervoeren. Bijvoorbeeld: droge bulk, stukgoed, hogedensiteitsladingen. Om voldoende flexibiliteit te garanderen en dus de duur van ballast reizen te verkleinen. Soms kunnen er ook containers in. Vaak hebben ze grote open luiken met tussendekken die ook open en dicht kunnen in de buik van het schip. Het is een uitdaging voor de bemanning om alle verschillende soorten goederen correct te scheiden en vast te maken.

## Lijn- of trampschepen?
Schepen kunnen ook ingedeeld worden in hoe ze worden beheerd.
Een lijnschip heeft een vaste, herhalende reis. Vaak kan men tot op een paar uur voorspellen wanneer een lijnschip zal aankomen en wanneer de goederen beschikbaar zijn voor de eigenaar. Vertraging moet vermeden worden. Daarom zijn lijnschepen beter uitgerust tegen slechte weersomstandigheden en dergelijke. Ze hebben vaak krachtigere voortstuwing en een betere uitrusting voor aanleggen in de haven en manoeuvreren in nauw vaarwater.
Een schip in de 'wilde' vaart heeft geen vaste route, het zal gaan waar de vracht is. Een voorbeeld is dat een bulkschip gehuurd wordt van de eigenaar om een lading graan te vervoeren van de Verenigde Staten naar Letland om dan kolen te vervoeren van Brazilië naar China. Ook tankers en cruiseschepen kunnen op deze manier werken.